# آرامگاه و قبرستان خضر زنده
بقعه و قبرستان خضر زنده مربوط به دوره صفوی است و در لالی، ۱۵ کیلومتری شمال شهر واقع شده و این اثر در تاریخ ۱۱ دی ۱۳۸۰ با شمارهٔ ثبت ۴۶۸۴ به‌عنوان یکی از آثار ملی ایران به ثبت رسیده است.